# Grazer Tagblatt
Das Grazer Tagblatt war eine österreichische Tageszeitung, die zwischen 1891 und 1919 in Graz erschien. Sie führte ab 1897 den Nebentitel Organ der Deutschen Volkspartei für die Alpenländer.

## Geschichte
Politisch war das Grazer Tagblatt dem großdeutschen Lager zugehörig, wobei die Zeitung das deutschliberale Segment abdeckte und als „eher fortschrittlich ausgerichtet“ galt, im Gegensatz zum völkisch-radikalen Grazer Wochenblatt.
Fortsetzung des Grazer Tagblatts war das Neue Grazer Tagblatt.

## Persönlichkeiten
Chefredakteure
- Hermann Kienzl, 1897–1904